# Delek
Delek nebo Delek Group (hebrejsky: קבוצת דלק, Kvucat Delek, zkratka DLEKG) je izraelská firma.

## Popis

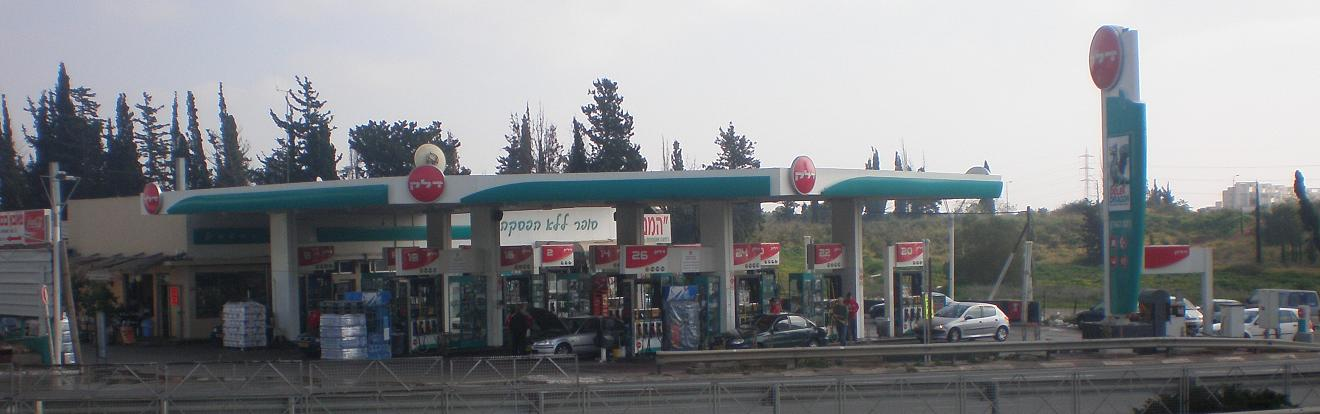
Čerpací stanice pohonných hmot firmy Delek

Jde o firmu zaměřující se na energetický trh (paliva), infrastrukturu, realitní trh, finanční služby a dovoz a prodej automobilů. Vznikla roku 1951 jako Israel Fuel Corporation. Od roku 1998 ji ovládá podnikatel Jicchak Tšuva. Výkonným ředitelem je Asaf Bartfeld. V roce 2000 prošla reorganizací. Firma je obchodována na Telavivské burze cenných papírů a je zařazena do indexu TA-25. Působí i na zahraničních trzích. V USA operuje podnik Delek US, který provozuje stovky čerpacích stanic pohonných hmot a rafinérii. Delek Benelux provozuje čerpací stanice v zemích Beneluxu pod značkou Texaco. Firma se podílí na těžbě ropy v USA, Vietnamu a Rusku. Expandovala také do sektoru pojišťovnictví a finančních služeb.
Podle dat z roku 2010 byla Delek Group pátým největším podnikem v sektoru holdingových a investičních společností v Izraeli podle vlastního kapitálu, který roku 2010 dosáhl 2,652 miliardy šekelů.